# Садовица
Садовица е село в Южна България. То се намира в община Момчилград, област Кърджали.

## География
Селото се намира в полупланински район. Разположено е край левия бряг на река Върбица. Отстои на 4,617 km югозападно от общинския център.

## История
Няма точни исторически сведения за основаване на селото, но нейните жители са седмо поколение бахшашлии. В различни документи селото се отбелязва като: Бахшашлъ, Башешли, Багшашлъ (на турски: Bahşaşlı, Başeşli, Bağşaşlı), което идва от турското баг, бахче, лозе, градина. Първоначално Садовица е купно село. Впоследствие част от жителите му се установяват в имотите си извън селото, с което постепенно започва оформянето на отделни махали. Махала Светла и махала Кокиче (на турски Ömür köy  и Bebekler). Населението е изцяло турско с едно семейство помаци, преселници от неделинското село Гърнати. През 80-те години на миналия век селото наброява над 700 души.

## Население
Численост и дял на етническите групи според преброяването на населението през 2011 г.:
|                     | Численост | Дял (в %) |
| Общо                | 37        | 100,00    |
| Българи             | 0         | 0,00      |
| Турци               | 37        | 100,00    |
| Цигани              | 0         | 0,00      |
| Други               | 0         | 0,00      |
| Не се самоопределят | 0         | 0,00      |
| Неотговорили        | 0         | 0,00      |